# Hans Meyer (Politiker, 1913)
Hans Meyer (* 9. Januar 1913 in Bremen; † nach 1978) war ein deutscher Politiker. Er war in der 3. Legislaturperiode ab 1951 für die Kommunistische Partei Deutschlands (KPD) Mitglied der Bremischen Bürgerschaft. Nach der Hälfte der Amtszeit legte er im September 1953 sein Mandat nieder.

## Leben
Hans Meyer, gelernter Bäcker, war ab 1932 in der Revolutionären Gewerkschafts-Opposition (RGO) und der Kommunistischen Partei Deutschlands (KPD) aktiv. Wegen seines Widerstandes gegen den Nationalsozialismus wurde er nach 1933 festgenommen und zu 15 Monaten Haft verurteilt. 1936 erfolgte eine erneute Verhaftung und Verurteilung zu zwei Jahren Zuchthaus. Im Zweiten Weltkrieg leistete er zur Bewährung seinen Wehrdienst im Strafbataillon 999.
Nach dem Krieg war Hans Meyer ab ca. 1949 Automobilarbeiter bei Borgward in Bremen. Im Mai 1951 wurde er Mitglied des KPD-Landessekretariats mit dem Verantwortungsbereich Betriebsgruppen- und Gewerkschaftsarbeit, den er nicht zur Zufriedenheit seiner Partei ausfüllte. Bereits im April 1952 musste er Selbstkritik zu seiner Arbeitsweise leisten und wurde im Mai 1953 schließlich von seinem Posten abgelöst und auch aus der KPD ausgeschlossen.
Seit der Wahl vom 7. Oktober 1951 gehörte Hans Meyer zur KPD-Fraktion in der Bremischen Bürgerschaft, die aus sechs Personen bestand. Hier konnte er nur „wenig politisches und persönliches Profil“ entwickeln. Anfang 1953 nahm Meyer noch mit Redebeiträgen aktiv an den Sitzungen der Bremischen Bürgerschaft teil, ab dem Frühjahr, als mehrmals über die Aufhebung seiner Immunität abgestimmt wurde, fehlte er entschuldigt. Als presserechtlich Verantwortlicher für ein Flugblatt KPD-Verbot bedeutet Terror, Krieg, Not sollte Meyer wegen Beleidigung des Bundeskanzlers strafrechtlich belangt werden. Die Aufhebung der Immunität wurde von der Bürgerschaft mehrmals abgelehnt. In der Sitzung vom 23. September 1953 fehlte Meyer unentschuldigt, danach erklärte er seinen Rücktritt aus der Bürgerschaft. Sein Nachfolger wurde Heinrich Dietrich (KPD).
In den 1970er Jahren war Hans Meyer Mitglied des Kommunistischen Bundes Westdeutschland (KBW), für den er bei den Bürgerschaftswahlen 1975 und 1979 erfolglos kandidierte.

## Interviews
- Interview mit dem Genossen Hans Meyer, Bremen: 8. Mai 1945: Im Strafbataillon 999, in: Kommunistische Volkszeitung (KVZ) Nr. 18 vom 7. Mai 1975, S. 8
- Das KPD-Verbot muß zu Fall gebracht werden. Interview mit Hans Meyer, 63 Jahre, Mitglied der OG Bremen des KBW, Bürgerschaftsabgeordneter der KPD 1951 bis 1953, Kandidat des KBW bei den Bremer Bürgerschaftswahlen 1975, in: KVZ Nr. 31 vom 5. August 1975, S. 1